# Apfelmaar
Koordinaten: 50° 43′ 48″ N, 6° 58′ 14″ O
Das Naturschutzgebiet Apfelmaar liegt auf dem Gebiet der Stadt Bornheim im Rhein-Sieg-Kreis in Nordrhein-Westfalen. Das Gebiet erstreckt sich südwestlich der Kernstadt Bornheim und westlich des Kernortes Alfter. Westlich des Gebietes verläuft die Landesstraße L 182.

## Bedeutung
Das etwa  66,4 ha große Gebiet wurde im Jahr 1994 unter der Schlüsselnummer SU-051 unter Naturschutz gestellt.